# Atypichthys
Atypichthys es un género de peces chopas de la familia Kyphosidae, del orden Perciformes. Esta especie marina fue descubierta por Albert Günther en 1862.

## Especies
Especies reconocidas del género:
- Atypichthys latus McCulloch & Waite, 1916
- Atypichthys strigatus (Günther, 1860)

### Lectura recomendada
- Cat. Fish. Brit. Mus., 4, 510.